# Amt Reifenberg

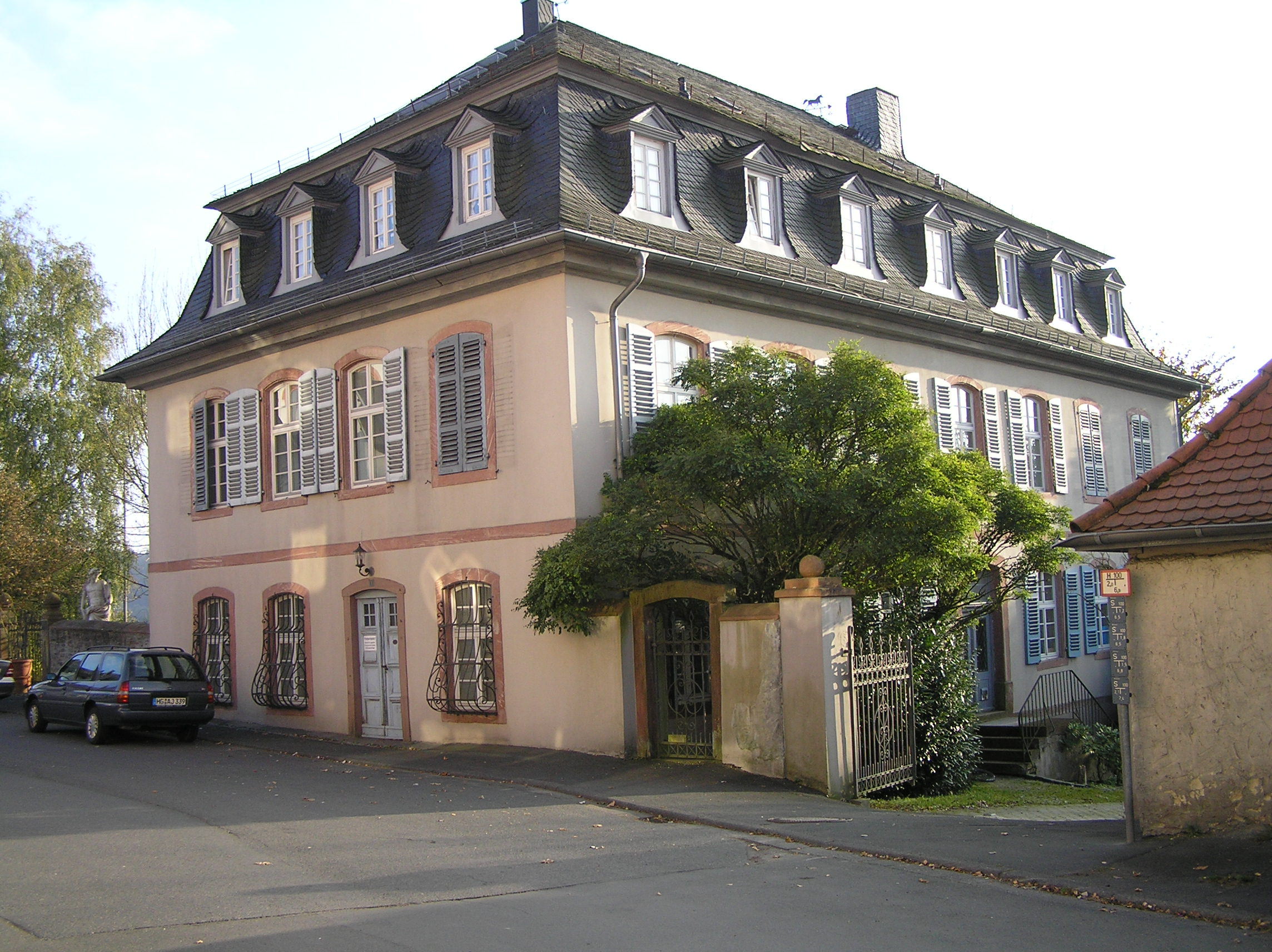
Bassenheimer Palais - Der Amtssitz

Das Amt Reifenberg (früher Herrschaft Reifenberg) war ein Reifenberger, dann Bassenheimer und schließlich Nassauer Amt auf dem Gebiet des heutigen Hochtaunuskreises (Hessen). Amtssitz war Oberreifenberg, es bestand bis 1810.

## Geschichte

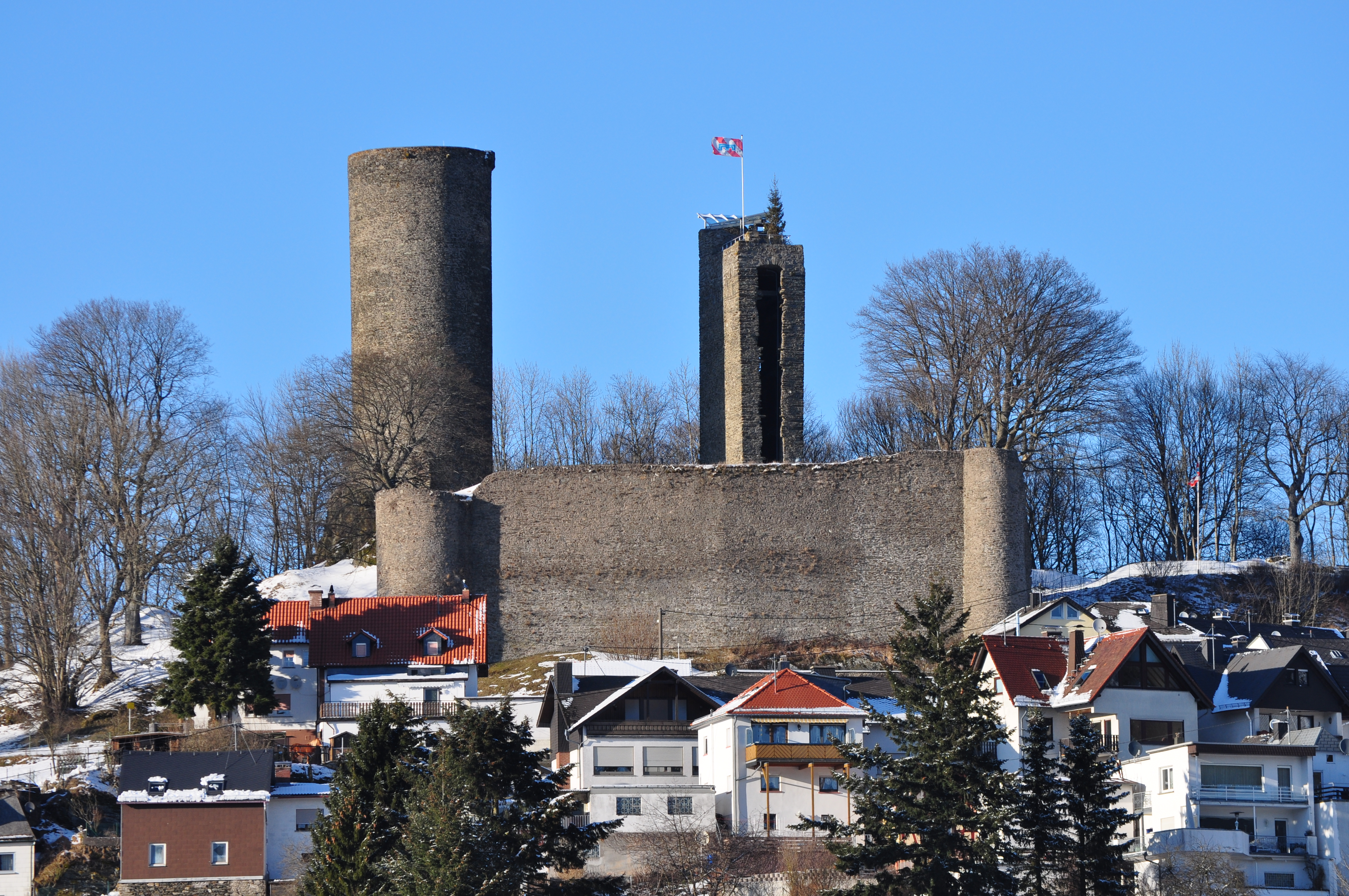
Burg Reifenberg

Seit dem 15. Jahrhundert entwickelte sich ein kleines Herrschaftsgebiet des niederadligen Geschlechtes Reifenberg im hohen Taunus. Es umfasste Ober- und Niederreifenberg, Arnoldshain, Schmitten und Seelenberg.
Der letzte Reifenberger Ritter Philipp Ludwig von Reiffenberg, ein Kurmainzer Domherr, war zuletzt von 1676 bis zu seinem Tod 1686 auf der Veste Königstein als kurmainzischer Gefangener eingekerkert. Mit ihm starb das Adelsgeschlecht aus und die Herrschaft Reifenberg ging als Erbschaft an das Haus der Waldbott von Bassenheim. Allerdings befand sich die Herrschaft seit 1681 in Kurmainzer Pfandschaft und verblieb darin bis etwa 1725. 1781 wird das Amt Reifenberg mit dem ebenfalls Bassenheimer Amt Cransberg in einer Hand vereinigt.
Mit dem Reichsdeputationshauptschluss (1803) fallen die Bassenheimer Ämter Reifenberg und Kransberg an Nassau-Usingen und in der Folge an das Herzogtum Nassau (1806). Mit der Ämterreform in Nassau am 16. Juli 1810 wurde das Amt Reifenberg dem Amt Usingen zugeordnet und ging darin auf.

## Konflikt um die Besitzergreifung durch Nassau-Usingen
Im Reichsdeputationshauptschluss war 1803 beschlossen worden, die reichsritterschaftlichen Gebiete den benachbarten Fürstentümern zuzuordnen. Fürst Friedrich August von Nassau-Usingen erließ daher am 3. Januar 1804 ein Besitzergreifungspatent bezüglich der Herrschaft Reifenberg. Der Nassau-Usinger Amtsmann Justizrat Brückner wurde mit 5 Ausfertigungen dieses Patentes und 7 bewaffneten Männern von seinem Amtssitz Kronberg im Taunus ausgeschickt, um die 5 Dörfer förmlich Nassau-Usingen zu unterwerfen. Jedoch stieß er auf Widerstand. Der Vertreter des Grafen Waldbott von Bassenheim, Kammerrat Krebs erklärte, lediglich Schmitten und Arnoldsheim seien reichsritterschaftlich, Reifenberg selbst aber hätte den Charakter eines eigenen Reichsstandes. Damit müssten Schmitten und Arnoldsheim eben Reifenberg als eigenem Reichsstand angegliedert werden und nicht Usingen. Brückner und seine Truppe mussten unverrichteter Dinge abziehen; die Patente wurden in allen 5 Dörfern wieder abgehängt.
Nassau-Usingen entsandte nun eine ganze Kompanie, die das Amt Reifenberg besetzte. Gegen diese Besetzung erklagte Graf Waldbott von Bassenheim vor dem Reichskammergericht am 9. Januar 1804 ein Urteil, dass Usingen die Truppen abzuziehen habe, was dann auch geschah.
1806 trat Nassau-Usingen dem Rheinbund bei und aus dem Heiligen Römischen Reich aus. Mit dem Ende des Heiligen Römischen Reiches endete auch die Möglichkeit Waldbott von Bassenheims, die Eingliederung des Amtes Reifenberg nach Nassau-Usingen zu verhindern.
Am 12. September 1806 reiste Justizrat Brückner erneut in die 5 Taunusorte. Diesmal wurde dem Anschlagen der Besitzergreifungspatente kein Widerstand entgegengesetzt. Auch wenn sich Kammerrat Krebs weigerte, der Besitzergreifung zuzustimmen, setzte Nassau-Usingen am folgenden Tag einen nassauischen Oberschulheiß als Amtmann in Reifenberg ein.

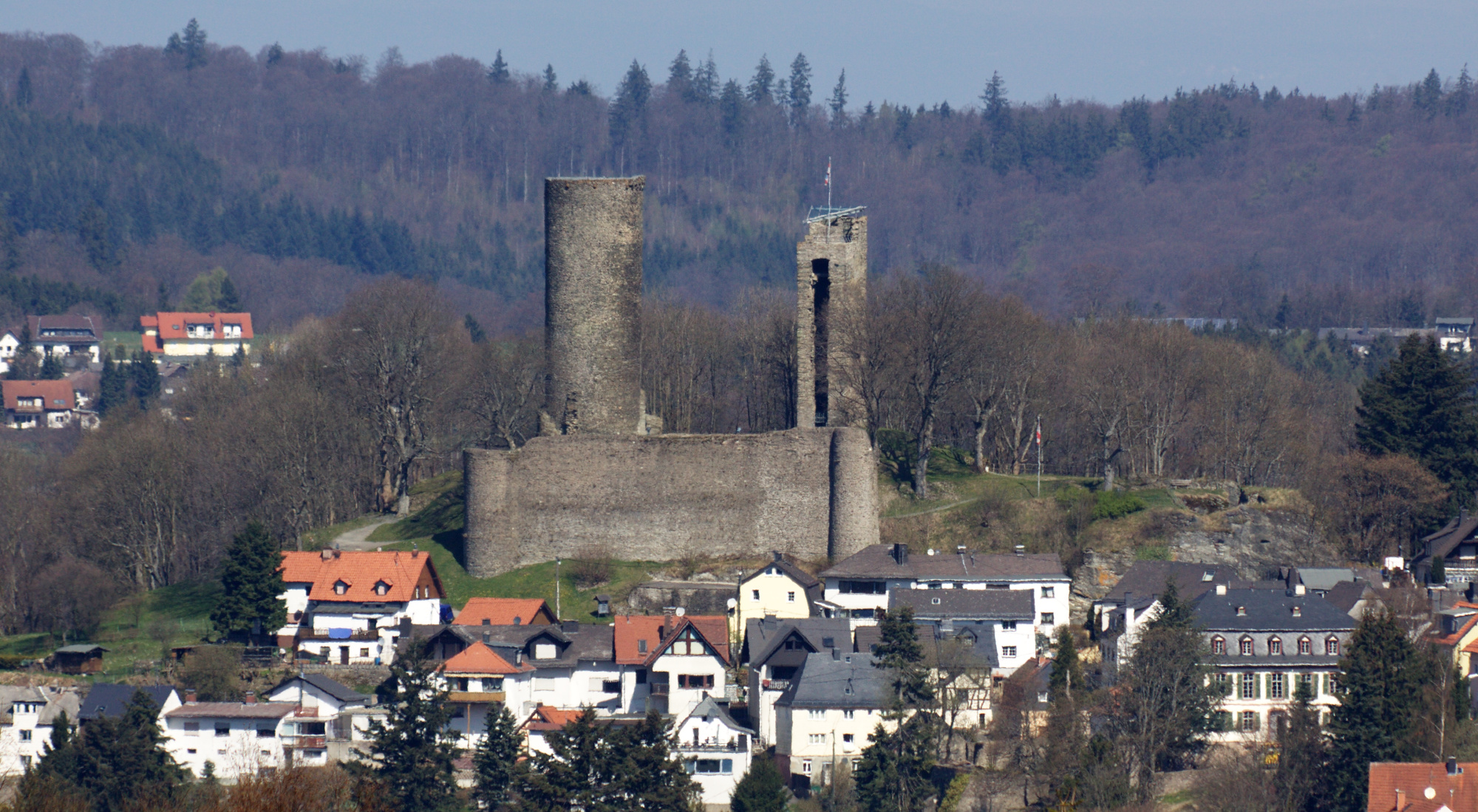
Burg Reifenberg

## Verwaltungssitz
Sitz des Amtmanns war zunächst die Burg Reifenberg und später das Bassenheimer Palais in Oberreifenberg.

## Herzoglich nassauisch Gräflich Waldbott-Bassenheimsches Amt
Während das Amt Reifenberg mit der Eingliederung in das Amt Usingen aufgehört hatte, zu bestehen, bestanden auch nach der Mediatisierung teilweise Standesvorrechte der Grafen von Waldbott-Bassenheim fort. Zusätzlich waren die Grafen die größten Grundbesitzer im ehemaligen Amt Reifenberg. Organisatorisch wurden diese Rechte im Herzoglich nassauisch Gräflich Waldbott-Bassenheimschen Amt verwaltet. Räumlich umfasste dieses Amt die ehemaligen Herrschaften Reifenberg und Kransberg, also Cransberg, Pfaffenwiesbach, Wernborn, Reifenberg, Seelenberg, Schmitten und Arnoldshain.
Die Regelungen in Bezug auf die Waldbott-Bassenheim verbleibenden Rechte waren in einem herzoglich-nassauischen Organisationsedikt vom 11./19. Juni 1807 geregelt. Waldbott-Bassenheim behielt das Kirchenpatronat der katholischen Kirchen (eingeschränkt durch eine Präsentationspflicht beim Herzog). Auch die Schullehrer wurden auf gleiche Weise durch den Grafen nach Präsentation ernannt.
Der Graf behielt das Recht der niederen und mittleren Gerichtsbarkeit einschließlich der Forstgerichtsbarkeit. Weiterhin blieben die gräflichen Rechte aus Zehnten und vergleichbaren Abgaben bestehen. Darüber hinaus war der Graf größter Grundeigentümer im Amt.
Im Bemühen um eine weitere Vereinheitlichung im Herzogtum Nassau legte die nassauische Regierung dem Grafen mit Schreiben vom 11. September 1823 ein Angebot vor, das dieser mit Schreiben vom 2. Juli 1824 annahm. Hierdurch gingen alle Rechte in der Rechtsprechung an die herzoglichen Gerichte über. Die Gerichte sollten aber weiter im Namen des Herzoglich nassauisch Gräflich Waldbott-Bassenheimschen Amtes Recht sprechen. Der Graf behielt das Patronatsrecht, die Jagdberechtigung und die Zehnten und anderen Reallasten. Im Gegenzug für seinen Verzicht erhielt der Graf eine jährliche Entschädigungsrente.
Während der Märzrevolution 1848 wurden die Standesvorrechte aufgehoben und Graf Hugo Waldbott von Bassenheim verblieben nur noch die zivilrechtlichen Einkünfte aus seinem Grundbesitz. Das Waldbott-Bassenheimsche Amt endete damit. In der Reaktionsära wurden diese Änderungen jedoch wieder rückgängig gemacht.
Mit Verträgen vom 23. Oktober 1852 und 1. Februar 1853 verkaufte Graf von Bassenheim die Herrschaften Kransberg und Reifenberg an den Gutsbesitzer J.F. Umber. Mit diesem Verkauf gingen nach Auffassung der nassauischen Regierung die standesrechtlichen Vorrechte endgültig unter. In den Folgejahren erwarb der nassauische Domänenfiskus die ehemals Waldbott-Bassenheimer Besitzungen.